# Romance of Darkness
Romance of Darkness (水に棲む花?, Mizu ni sumu hana, "Fiore acquatico") è un manga fantasy scritto e disegnato da Chie Shinohara.
Il fumetto è iniziato nel 2005 in Giappone sulla rivista Bessatsu Shōjo Comic ed è stato pubblicato in Italia nel 2007 dalla Star Comics alla conclusione della pubblicazione di Anatolia Story. Romance of Darkness non ha goduto di una versione animata, ma di un film live action realizzato nel 2006.

## Trama
Durante una gita scolastica, l'autobus di una classe di seconda superiore precipita da un precipizio in un lago. L'unica sopravvissuta è Rikka Nikaido, brava nuotatrice, da quel momento in avanti comincia a sentire un forte senso di colpa per essersi salvata a discapito degli altri. Pochi giorni dopo Rikka si accorge di avere delle cicatrici a forma di fiore sulla schiena e comincia ad essere vittima di strani eventi collegati all'acqua, come l'apparizione di una ragazza dai lunghi capelli neri che cerca di ucciderla e le intima di restituirle qualcosa: la ragazza si chiama Rikka come lei e le spiega che si è salvata dall'incidente solo perché ha ingerito un seme dorato che la sta lentamente trasformando in una creatura acquatica, consentendole ora di respirare anche in acqua ed in assenza d'aria. Il seme proviene da un misterioso fiore che spunta solo una volta ogni quarantanove anni e le è stato fatto ingoiare al momento dell'incidente dal misterioso Izumi.

## Personaggi
Rikka Nikaido (二階堂 六花?, Nikaidō Rikka)
Rikka è una ragazza sedicenne bionda ed amante del nuoto. Ama suo cugino Yuzuru e vorrebbe trascorrere con lui la sua vita. Ha lo stesso nome della sua antagonista Rikka Mizuchi che vuole riappropriarsi del seme d'oro, ma i kanji che compongono il suo nome, pur pronunciandosi allo stesso modo, sono diversi e vogliono dire "sei fiori".
Yuzuru Nikaido (二階堂 楪?, Nikaidō Yuzuru)
Cugino di Rikka, è uno studente universitario innamorato di Rikka, con cui è promesso sposo fin da bambino per via di un matrimonio combinato dai rispettivi genitori e dalla nonna.
Rikka Mizuchi (水地 立夏?, Mizuchi Rikka)
Rikka è una creatura acquatica dall'aspetto di una giovane ragazza dai capelli neri; non si sa però quanti anni abbia in realtà, dato che è in vita grazie al seme d'oro generato dal fiore che nasce ogni 49 anni. Ha lo stesso nome della protagonista Rikka Nikaido, ma i kanji che compongono il suo nome, pur pronunciandosi allo stesso modo, sono diversi e vogliono dire "primo giorno d'estate".
Izumi (出水?, Izumi)
Spirito acquatico che è in grado di donare il seme d'oro.

## Volumi
| Nº | Data di prima pubblicazione | Data di prima pubblicazione | Data di prima pubblicazione |
| Nº | Giapponese                  | Giapponese                  | Italiano                    |
| -- | --------------------------- | --------------------------- | --------------------------- |
| 1  | 25 giugno 2004              | ISBN 4-09-138392-0          | 24 luglio 2007              |
| 2  | 26 novembre 2004            | ISBN 4-09-138393-9          | 21 agosto 2007              |
| 3  | 25 aprile 2005              | ISBN 4-09-138394-7          | 24 settembre 2007           |
| 4  | 26 settembre 2005           | ISBN 4-09-138395-5          | 24 ottobre 2007             |
| 5  | 24 marzo 2006               | ISBN 4-09-130356-0          | 26 novembre 2007            |

## Film
Dal fumetto è stato tratto un film nel 2006, ad opera non ancora conclusa.

### Cast
- Rikka Nikaidō: Aki Maeda
- Yuzuru Nikaidō: Terunosuke Takezai
- Rikka Mizuchi: Keiko Kitagawa
- Izumi: Mizuho Takasugi

### Staff
- Regia: Kenji Gotō
- Sceneggiatura: Mamiko Tokue
- Tema principale: toi teens!? - Tomodachi